# Deinopis goalparaensis
Deinopis goalparaensis is een spinnensoort in de taxonomische indeling van de Deinopidae.
Het dier behoort tot het geslacht Deinopis. De wetenschappelijke naam van de soort werd voor het eerst geldig gepubliceerd in 1978 door B. K. Tikader & M. S. Malhotra.